# Parlamentswahl in Finnland 1987
- DEVA: 4
- SKDL: 16
- SDP: 56
- VIHR: 4
- SMP: 9
- RKP: 13
- KESK: 40
- KOK: 53
- SKL: 5

Die Parlamentswahl in Finnland 1987 fand am 15. und 16. März 1987 statt. Es war die Wahl zum 30. finnischen Parlament.
Die Sozialdemokratische Partei blieb bei leichten Verlusten stärkste Kraft, während die konservative Sammlungspartei neun Sitze dazugewann. Die größten Verluste fuhren die Volksdemokraten und die Landpartei ein.

## Teilnehmende Parteien
Es traten 12 verschiedene Parteien zur Wahl an.
Folgende Parteien waren bereits im Parlament vertreten:
| Partei | Partei | Ausrichtung        | Spitzenkandidat    |
| ------ | --- | ------------------ | ------------------ |
|        | Sozialdemokratische Partei Finnlands Suomen Sosialidemokraattinen Puolue (SDP) Finlands Socialdemokratiska Parti                     | sozialdemokratisch | Kalevi Sorsa       |
|        | Nationale Sammlungspartei Kansallinen Kokoomus (KOK) Samlingspartiet                                                                 | konservativ        | Ilkka Suominen     |
|        | Finnische Zentrumspartei Suomen Keskusta (KESK) Centern i Finland                                                                    | sozialliberal      | Paavo Väyrynen     |
|        | Demokratische Union des Finnischen Volkes Suomen Kansan Demokraattinen Liitto (SKDL) Demokratiska Förbundet för Finlands Folk (DFFF) | sozialistisch      | Esko Helle         |
|        | Finnische Landpartei Suomen Maaseudun Puolue (SMP) Finlands Landsbygdsparti                                                          | zentristisch       | Pekka Vennamo      |
|        | Schwedische Volkspartei Ruotsalainen Kansanpuolue (RKP) Svenska Folkpartiet (SFP)                                                    | liberal            | Christoffer Taxell |
|        | Christlicher Bund Finnlands Suomen Kristillinen Liitto (SKL) Finlands Kristliga Förbund                                              | christdemokratisch | Esko Almgren       |
|        | Grüne Gesamtlisten Vihreät Yhteislistat (VIHR)                                                                                       | grün               | Kalle Könkkölä     |
|        | Konstitutionelle Rechtspartei Perustuslaillinen Oikeistopuolue (POP) Konstitutionella Högerpartiet                                   | rechts             | Panu Toivonen      |

## Wahlergebnis
Die Wahlbeteiligung lag bei 72,1 Prozent und damit 3,6 Prozentpunkte unter der Wahlbeteiligung bei der letzten Parlamentswahl im Jahr 1983.
| Partei            | Partei                                           | Stimmen   | Stimmen | Stimmen | Sitze  | Sitze |
| Partei            | Partei                                           | Anzahl    | %       | +/−     | Anzahl | +/−   |
| ----------------- | ------------------------------------------------ | --------- | ------- | ------- | ------ | ----- |
|                   | Sozialdemokratische Partei Finnlands (SDP)       | 695.331   | 24,14   | −2,57   | 56     | −1    |
|                   | Nationale Sammlungspartei (KOK)                  | 666.236   | 23,13   | +1,01   | 53     | +9    |
|                   | Finnische Zentrumspartei (KESK)                  | 507.460   | 17,62   | −0,01   | 40     | +2    |
|                   | Demokratische Union des Finnischen Volkes (SKDL) | 270.433   | 9,39    | −4,07   | 16     | −10   |
|                   | Finnische Landpartei (SMP)                       | 181.938   | 6,32    | −3,37   | 9      | −8    |
|                   | Schwedische Volkspartei (RKP)                    | 152.597   | 5,30    | +0,69   | 12     | +2    |
|                   | Demokratische Alternative (DEVA)                 | 122.181   | 4,24    | +4,24   | 4      | +4    |
|                   | Grüne Gesamtlisten (VIHR)                        | 115.988   | 4,03    | +2,57   | 4      | +2    |
|                   | Christlicher Bund Finnlands (SKL)                | 74.209    | 2,58    | −0,45   | 5      | +2    |
|                   | Rentnerpartei Finnlands (SEP)                    | 35.100    | 1,22    | +1,22   | —      | —     |
|                   | Liberale Volkspartei (LKP)                       | 27.824    | 0,97    | +0,97   | —      | —     |
|                   | Konstitutionelle Rechtspartei (POP)              | 3.096     | 0,11    | −0,26   | —      | −1    |
|                   | Sonstige (*)                                     | 27.700    | 0,96    | +0,45   | 1      | —     |
| Gesamt            | Gesamt                                           | 2.880.093 | 100,00  |         | 200    |       |
| Gültige Stimmen   | Gültige Stimmen                                  | 2.880.093 | 99,46   |         |        |       |
| Ungültige Stimmen | Ungültige Stimmen                                | 15.395    | 0,54    |         |        |       |
| Wahlbeteiligung   | Wahlbeteiligung                                  | 2.895.488 | 72,08   |         |        |       |
| Wahlberechtigte   | Wahlberechtigte                                  | 4.017.039 | 100,00  |         |        |       |
| Quelle:           |                                                  |           |         |         |        |       |

- (*) darunter 7019 Stimmen für die Liste A (Liberale für Åland und Ålands Sozialdemokraten), die das Mandat erhielt

## Nach der Wahl
Nach der Wahl bildeten Sozialdemokraten und Konservative eine Große Koalition unter der Führung des Konservativen Harri Holkeri. Unterstützt wurde die Koalition von der Schwedischen Volkspartei und der Landpartei Finnlands, die 1990 jedoch aus der Regierung austrat.
Übersicht der Kabinette :
1. Kabinett Holkeri – Harri Holkeri (Sammlungspartei) – Regierung aus Sozialdemokratischer Partei, Sammlungspartei, Schwedischer Volkspartei, Landpartei Finnlands bis 1990 (30. April 1987 bis 26. April 1991)